# Amalie Schramm
Amalie Schramm (* 31. Oktober 1826 in Memel; † 3. Dezember 1907 in Berlin) war eine deutsche Opernsängerin (Koloratursopran) und Schauspielerin.

## Leben
Amalie Schramm war eine Tochter der Sopranistin und Schauspielerin Henriette Schramm-Graham (1803–1876) und des Schauspielers Nikolaus Schramm sowie Schwester von Auguste Schramm (nach 1819–1854; Sängerin und Schauspielerin) und Anna Schramm (1835–1916; Sopranistin und Schauspielerin). Sie wurde durch ihre Mutter ausgebildet, die ihre eigene Bühnenkarriere 1844 aufgab und ab diesem Zeitpunkt die Sorge um ihre Familie in den Mittelpunkt stellte. Amalie Schramm stand bereits als Kind auf der Schauspielbühne. Die Sängerin und Gesangspädagogin Marie von Marra-Vollmer (1822–1878) übernahm die weitere Gesangsausbildung.
In den Jahren ab 1847 feierte Schramm große Erfolge als Koloratrice unter anderem in Königsberg, Riga, Danzig und Magdeburg. Im Jahr 1855 verlor sie, auf dem Höhepunkt ihrer Gesangskarriere, ihre Stimme.
Sie wandte sich wieder dem Schauspiel zu und wurde von 1856 bis 1860 Mitglied des Friedrich Wilhelm-Städtischen Theaters in Berlin, anschließend bis 1873 als Charakterdarstellerin Mitglied des Hoftheaters in Schwerin.
Amalie, die ihre Karriere 1873 selbst aufgegeben hatte, lebte bis zum Tod der Mutter 1876 bei dieser in Kötzschenbroda (heute Radebeul) und dann bei ihrer Schwester Anna erst im ehemals mütterlichen Haus und dann in Berlin.
Amalie Schramm starb 1907 im Alter von 81 Jahren in Berlin und wurde auf dem Friedhof I der Jerusalems- und Neuen Kirche beigesetzt, wo später auch ihre Schwester Anna ihre letzte Ruhestätte finden sollte. Im Gegensatz zum Grab der Schwester ist das von Amalie Schramm nicht erhalten.

## Hauptpartien
- Marguerite de Valois, Königin von Navarra in den Hugenotten von Giacomo Meyerbeer
- Lucia in Lucia di Lammermoor von Gaetano Donizetti
- Undine in Undine von Albert Lortzing
- Irmentraud im Waffenschmied von Albert Lortzing
- Giulietta in I Capuleti e i Montecchi von Vincenzo Bellini
- Königin der Nacht in der Zauberflöte von Mozart
- Lady Harriet Durham in Martha von Friedrich von Flotow
- Anna in La dame blanche von Boieldieu